# Oreste Sallustro
Oreste Sallustro (Asunción, 16 agosto 1911 – ...) è stato un calciatore paraguaiano naturalizzato italiano, di ruolo centrocampista.
Fratello minore del più noto Attila Sallustro, era indicato anche come Sallustro II per distinguerlo da quest'ultimo.

## Carriera
Militò tra le file del Napoli dal 1929 al 1936 (salvo una parentesi al Savoia), collezionando 30 presenze e 4 reti. Nel 1936 passò al Bari e, dopo un'altra stagione tra le file del Savoia, chiuse la carriera tra le file della Ilva Bagnolese, in Serie C.

## Palmarès

### Club

#### Competizioni regionali
- Prima Divisione: 1

Spolettificio Torre Annunziata: 1937-1938